# Généralité de Moulins

Généralité de Moulins au XVIIIe siècle.

La généralité de Moulins est une circonscription administrative du royaume de France créée en 1587.
Elle était pays d'élection et se composait de sept élections. Elle a comporté au maximum dix-huit subdélégations de l'intendant.

## La généralité d'après le Règlement général du 24 janvier 1789 (États généraux)
Noms des bailliages principaux, suivis du nombre de députés à élire :
- Sénéchaussée de la Haute-Marche à Guéret, 8 députés ;
- Sénéchaussée de Moulins, 12 députés ;
- Bailliage de Nivernois et Donziois à Nevers, 8 députés ;
- Bailliage de Saint-Pierre-le-Moûtier, 4 députés (Cusset, bailliage secondaire).

## Listes des circonscriptions administratives

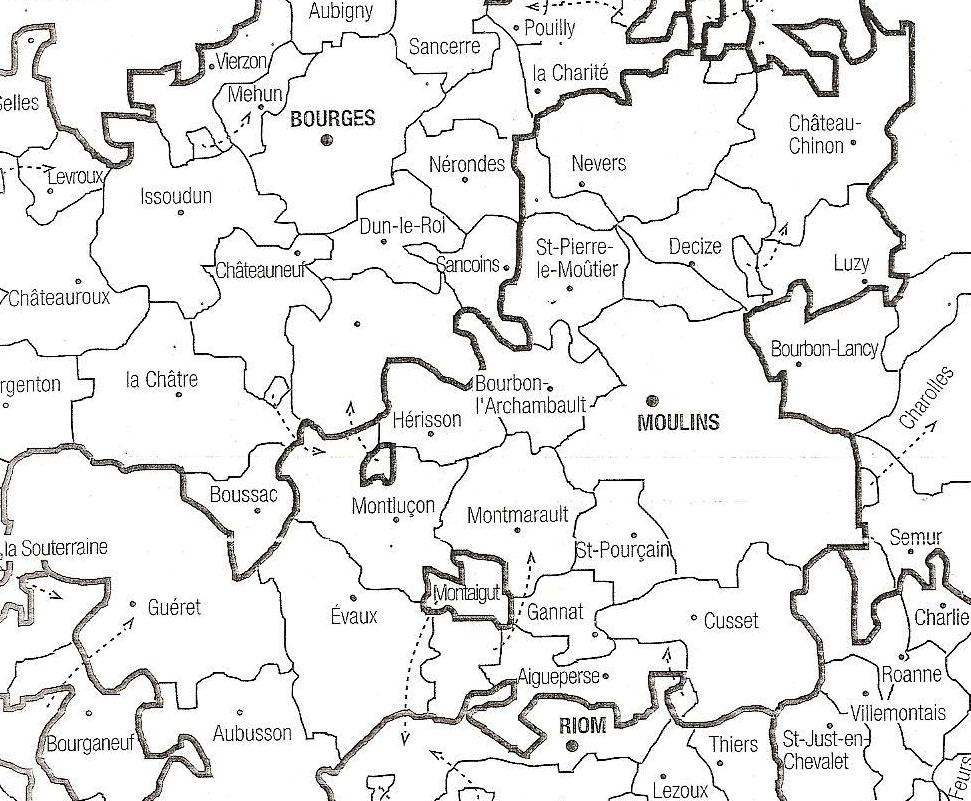
Généralité de Moulins et ses subdélégations.

La généralité étant une des circonscriptions administratives majeures, la connaissance historique du territoire concerné passe par l'inventaire des circonscriptions inférieures de toute nature. Cet inventaire est la base d'une exploration des archives réparties entre les différentes archives départementales des départements correspondant à la généralité.
La généralité de Moulins est centrée autour du Duché de Bourbon mais déborde également sur le Nivernais, la Marche et l'Auvergne.

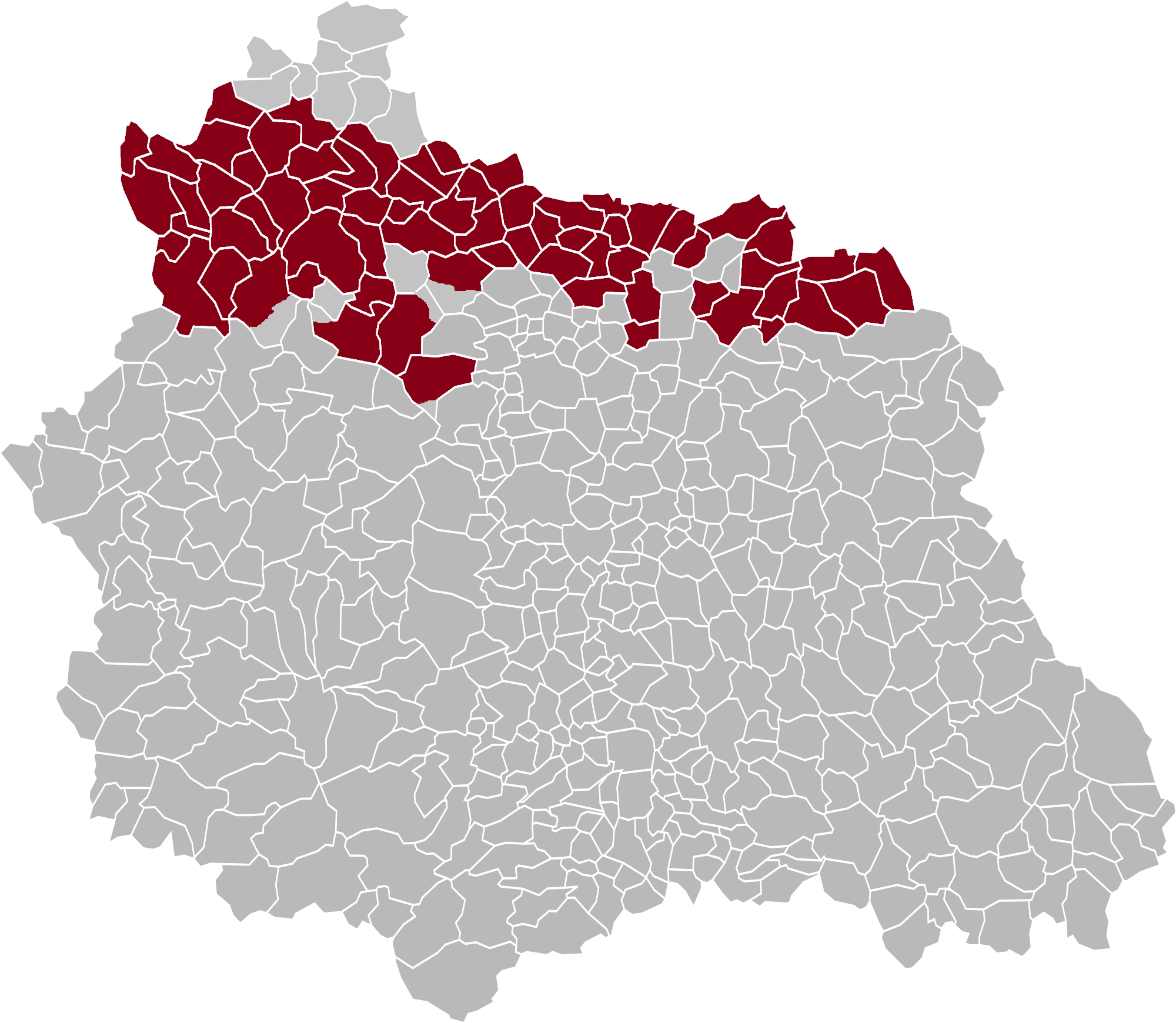
La généralité de Moulins comprenait également une zone au nord du Puy-de-dôme actuel dont les paroisses étaient bourbonnaises. Cette région était partagée entre les élections d'Aigueperse et de Gannat.

### Subdélégations
- Subdélégation d'Aigueperse
- Subdélégation d'Aubusson
- Subdélégation de Bourbon-l'Archambault
- Subdélégation de Château-Chinon
- Subdélégation de Cusset
- Subdélégation de Decize
- Subdélégation d'Évaux
- Subdélégation de Felletin, vers 1764, fin en 1781
- Subdélégation de Gannat
- Subdélégation de Guéret
- Subdélégation d'Hérisson
- Subdélégation de Luzy
- Subdélégation de Montluçon
- Subdélégation de Montmarault
- Subdélégation de Moulins
- Subdélégation de Nevers
- Subdélégation de Saint-Pierre-le-Moûtier
- Subdélégation de Saint-Pourçain
- Subdélégation de Varennes, depuis 1783

### Élections
Les 7 élections correspondent aux différentes provinces représentées au sein de la généralité
- Élection d'Évaux - Province de la Marche (Combraille)
- Élection de Gannat - Province de Bourbonnais
- Élection de Guéret - Province de la Marche
- Élection de Château-Chinon - Province du Nivernais
- Élection de Montluçon - Province du Bourbonnais
- Élection de Moulins - Province du Bourbonnais
- Élection de Nevers - Province du Nivernais

### Bailliages et sénéchaussées
Cette liste ne comporte pas les bailliages ci-dessus, leurs appellations exactes restant à confirmer.
- Sénéchaussée du Bourbonnais
- Bailliage de Cusset
- Bailliage d'Ébreuil
- Bailliage d'Escurolles
- Bailliage du Donjon
- Bailliage de Saint-Pourçain

## Liste des intendants de la généralité de Moulins

Louis Lefèvre de Caumartin
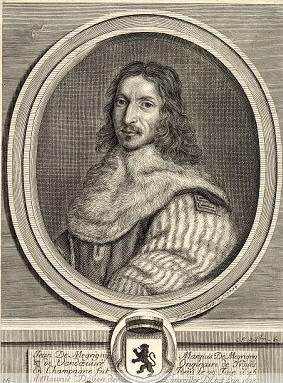
Jean de Mesgrigni
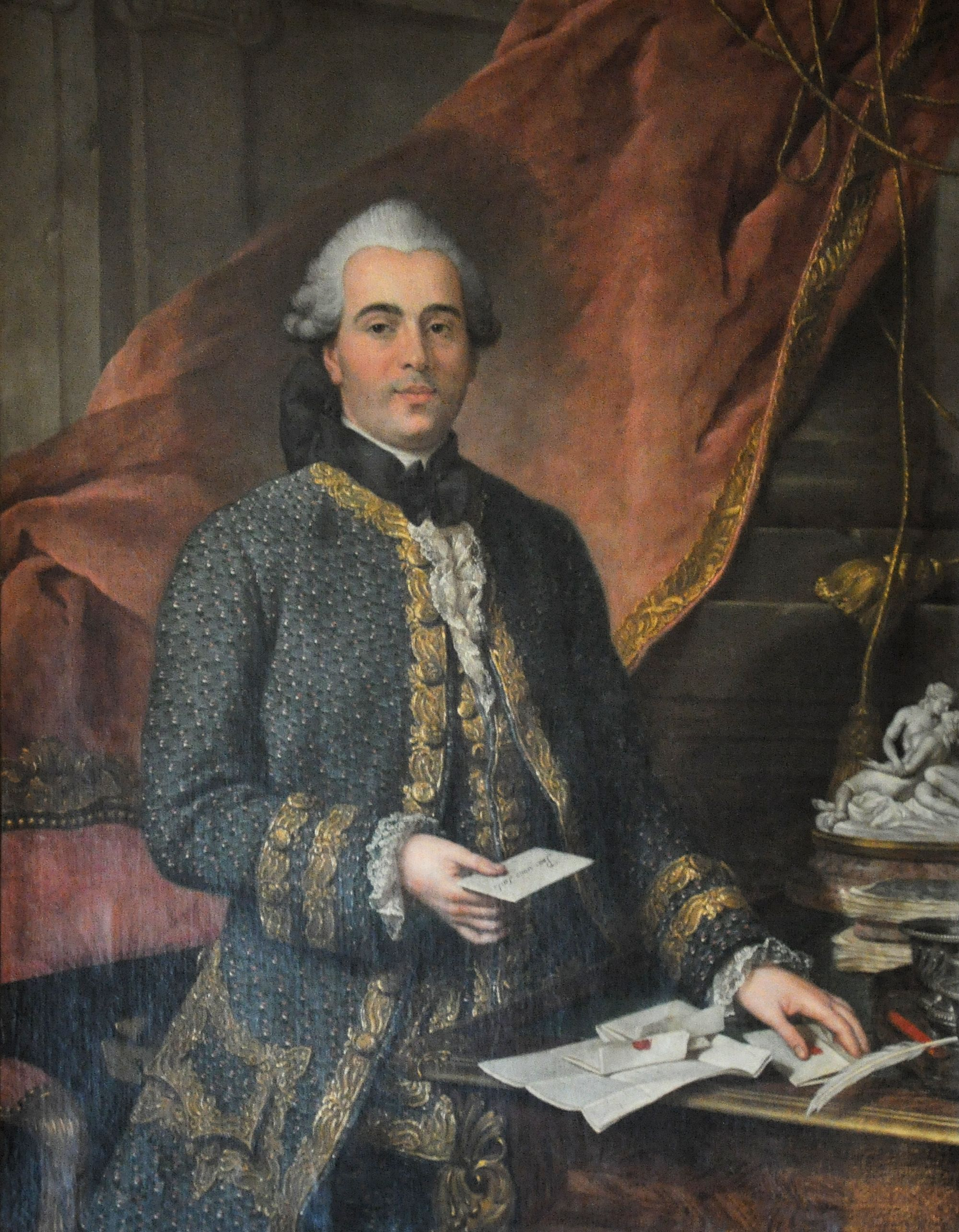
Jacques de Flesselles
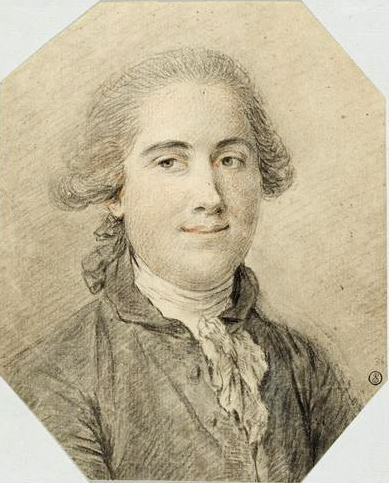
Antoine Terray